# Pristimantis waoranii
Espèce
Synonymes
- Eleutherodactylus waoranii McCracken, Forstner & Dixon, 2007

Statut de conservation UICN

 DD  : Données insuffisantes
Pristimantis waoranii est une espèce d'amphibiens de la famille des Craugastoridae.

## Répartition
Cette espèce est endémique de la province d'Orellana en Équateur. Elle se rencontre vers 217 m d'altitude dans le parc national Yasuni.

## Description
Les mâles mesurent de 19,7 à 21,2 mm et les femelles de 27,5 à 31,1 mm.

## Étymologie
Cette espèce est nommée en l'honneur de la tribu amérindienne des Waorani.

## Publication originale
- McCracken, Forstner & Dixon, 2007 : A new species of the Eleutherodactylus lacrimosus assemblage (Anura, Brachycephalidae) from the lowland rainforest canopy of Yasuni National Park, Amazonian Ecuador. Phyllomedusa, vol. 6, no 1, p. 23-35 (texte intégral).